# NGC 5945
NGC 5945 este o liner situată în constelația Boarul. A fost descoperită în 12 iunie 1880 de către Édouard Stephan⁠(d). Se află la o distanță de 81,64 de megaparseci de Pământ.